# TT Mobile
TT Mobile är en tadzjikisk teleoperatör som grundades 2001. Företagets majoritetsägare är ryska Megafon. Resterande del ägs av Tochiktelecom. Planer finns på att byta namn på företaget till Megafon.